# Паспорт Нової Білорусі
Паспорт «Нової Білорусі» (біл. Пашпарт «Новай Беларусі») —  проєкт національного паспорта Республіки Білорусь, який зміг би підтверджувати особу громадян і давати можливість пересуватися світом. Створено Об'єднаним перехідним кабінетом Білорусі у відповідь на заборону режимом Лукашенка отримання документів білорусами в еміграції. Вперше було показано на презентації «Нова Білорусь 2023» представником ОПК Валерієм Ковалевським. На жовтень 2023 року документ перебуває у процесі випуску фізичних зразків, які потім будуть надіслані по всьому світу для подальшого визнання.

## Історія

### Передумови
Створенню такого документа передувала масова еміграція білорусів після сфальсифікованих президентських виборів та протестів 2020 року. Для багатьох, хто залишив Білорусь, стало актуальним питання оновлення документів, оскільки далеко не всі можуть звернутися до білоруських диппредставництв за кордоном. Ця проблема послужила Об'єднаному перехідному кабінету Світлани Тихановської мотивацією розробки  проєкту альтернативного паспорта, більш відомого у медіа як паспорта «Нової Білорусі». Також у вересні 2023 року Олександром Лукашенком був підписаний указ, який позбавляє білорусів, що знаходяться в інших країнах, можливості отримувати нові документи або оформлювати доручення в диппредставництвах Білорусії.

### Створення
У створенні документа брала участь геральдична комісія з 40 осіб. Станом на 1 березня 2023 року вже було закінчено першу фазу роботи над документом. Стало відомо, що було розроблено макет паспорта, який у повному обсязі відповідає вимогам Міжнародної організації цивільної авіації. Протягом року було проведено низку консультацій та переговорів із керівництвом Європейської комісії, а також європейськими національними урядами. Ескіз документа був представлений комітету з проїзних документів Єврокомісії, було досягнуто розуміння та позитивного сприйняття  проєкту. Документ був забезпечений спеціальним технічним захистом. На початковому етапі планувалося, що новий документ діятиме у межах Шенгенської зони. В оформленні документа геральдична комісія спиралася на європейські традиції. Для його створення довелося вивчити понад сто паспортів інших країн. Також у серпні 2023 року стало відомо, що вже є країна, яка готова поділитись своїм національним кодом, щоб документ відповідав міжнародним правовим стандартам. Ця країна не називається, але згода була отримана на високому політичному рівні. У тому ж місяці було розміщено замовлення на закупівлю матеріалів для виготовлення фізичних зразків паспорту, а також розпочалося створення юридичної особи для супроводження  проєкту. У вересні 2023 року Об'єднаний перехідний кабінет знаходився в процесі випуску зразків паспорта, які пізніше мають бути відправлені до країн Європейського Союзу та решти світу.

### Презентація
6 серпня 2023 року в рамках конференції «Нова Білорусь 2023» у Польщі Валерієм Ковалевським було представлено розроблений зразок національного паспорта. На презентації розповіли, що до виготовлення готується фізичний зразок документа, який міг би дозволити провести переговори з країнами Європейського Союзу щодо його визнання. Анонсували, що паспорт буде біометричним машиночитним документом, який буде відповідати всім міжнародним вимогам. Також було висловлено плани, що після визнання паспорта країнами ЄС розпочнуться переговори щодо визнання документа за межами Європейського Союзу.
Також на презентації Валерій Ковалевський повідомив, що за зберігання та виготовлення особистих даних буде відповідальною є юридична особа, заснована в Литві. Персональні дані захищатимуться законодавством цієї держави, проте пункти видачі можуть перебувати і в інших країнах. Крім технічної презентації, платформою «Голос» було запущено опитування, щоб краще зрозуміти кількість громадян Білорусії, зацікавлених у отриманні нового національного паспорта.

## Функції
За словами представника ОПК Валерія Ковалевського, документ має нести дві функції: верифікувати білоруське громадянство і давати можливість пересуватися світом. 1 листопада 2023 року Світлана Тихановська заявила, що володіння паспортом не замінить для громадян необхідність легалізації перебування на рівні візи та посвідчень на проживання в інших країнах.

## Дизайн

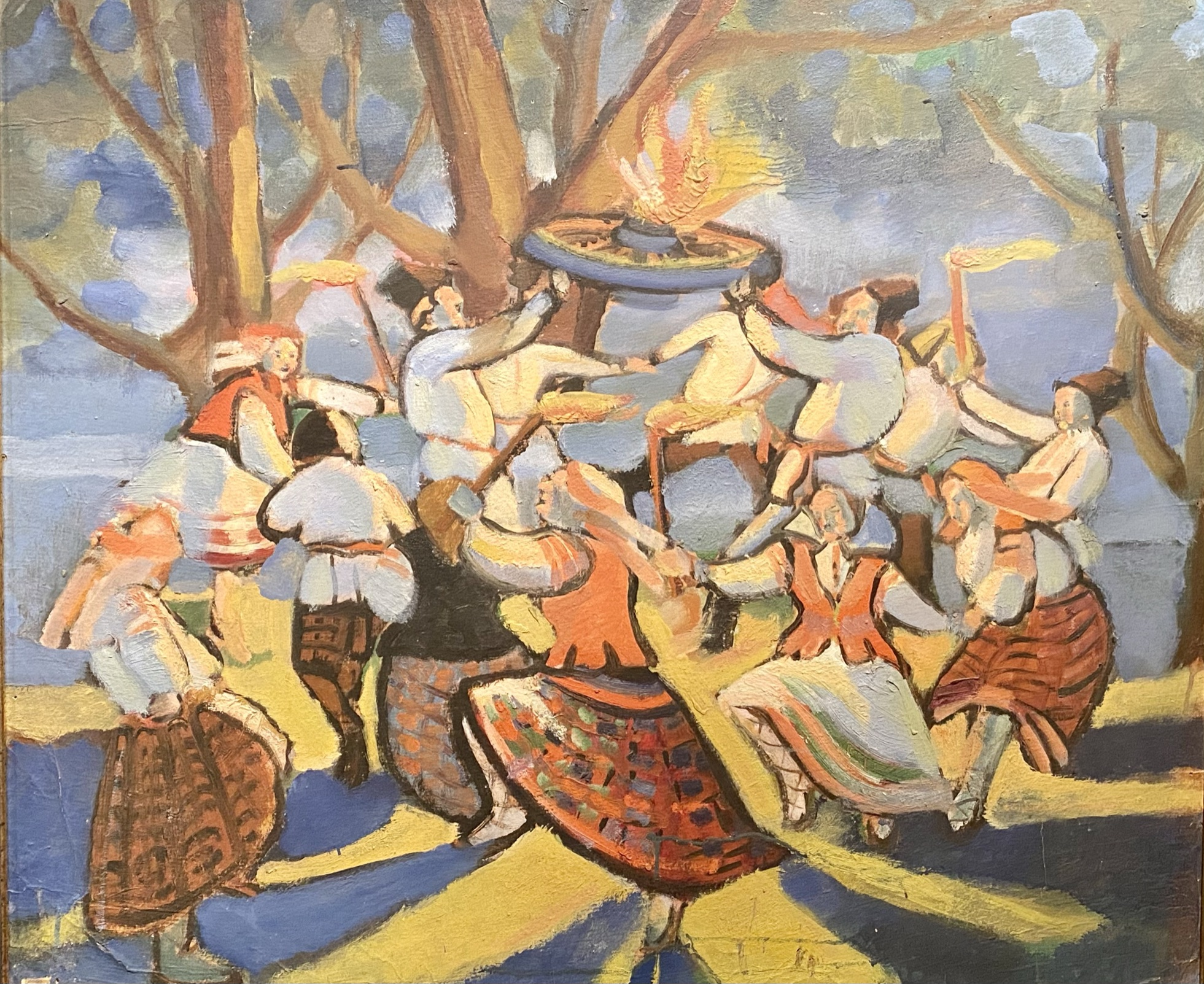
Картина Михайла Пилиповича «На Купайлі», образ якої видно під час ультрафіолетової перевірки паспорта

У паспорті використовується білоруська та англійська мови. При цьому написи білоруською присутні у двох написаннях — кириличним та латинським алфавітами. У ньому 52 сторінки, на відміну від державного паспорту. Колір обкладинки червоний, більш наближений до малинового. Також на обкладинці як графічний елемент присутній слуцький пояс. Текст та герб обкладинки не розташовуються посередині, а вирівнені по лівий бік листа. Сторінки документа прикрашені національними символами, зображеннями пам'ятників архітектури та культури. На сторінках паспорту можна зустріти Могильовську ратушу та Гродненський королівський замок. Замість герба режиму Лукашенка у документі використовувається герб герб «Пагоня», а також гімн БНР «Мы выйдзем шчыльнымі радамі».
При швидкому перегортанні сторінок створюється анімація зубра, що біжить. Ця ідея була запозичена у фінського паспорта, по сторінках якого «біжить» лось.
Спочатку на сторінках паспорта під впливом ультрафіолетового випромінювання проявлялася картина Марка Шагала «Над містом». Однак пізніше геральдична комісія була змушена відмовитися від його роботи через авторські права Третьяковської галереї: з моменту смерті Шагала не минуло 70 років, і робота не перейшла в статус суспільного надбання. Згодом зображення було замінено картиною Михайла Пилиповича «На Купайлі».

## Визнання
1 березня 2023 року стало відомо, що силами ОПКБ було досягнуто домовленості з Єврокомісією про підтримку  проєкту створення альтернативного білоруського паспорта. У вересні 2023 року радник Світлани Тихановської Франак Вячорка заявив, що вже є дві держави, які попередньо заявили, що готові визнати паспорт «Нової Білорусі». 13 вересня 2023 року Світлана Тихановська виступила та продемонструвала  проєкт нового документа в Європарламенті. Вона заявила, що незабаром прийде до урядів європейських країн із проханням визнання національного паспорта.

## Критика
Новий паспорт піддався критиці одразу з кількох причин. У ряду експертів викликає питання можливість визнання та технічної реалізації цього документа. Деякі користувачі інтернету висловили критику на адресу дизайну паспорта.

### Критика реалізації та визнання
Кандидат юридичних наук та юрист-міжнародник Катерина Дейкало висловила сумнів у тому, що документ буде визнано на рівні Європейського Союзу. За її словами, проблема полягає в тому, що паспорт кожної країни має унікальний код. Один код не може використовуватись для різних документів. У відповідь на ці побоювання представник Кабінету Валерій Ковалевський заявив, що вже існує домовленість із якоюсь державою, яка готова поділитися своїм кодом.
Екс-дипломат та експерт Європейської ради з міжнародних відносин Павло Слюнькін висловив скепсис щодо реалізації ідеї нового паспорта. На його думку, визнання документа вимагатиме зміни місцевого національного законодавства країн. Сумніви викликають питання про те, хто підтверджуватиме громадянство, які гарантії, що не буде зловживання документом, і що він не опиниться в руках терористів чи контрабандистів. Також Слюнькін заявив, що якщо Кабінету вдасться реалізувати визнання паспорта, це буде безпрецедентний випадок.

### Критика дизайну
Графічне оформлення документа викликало шквал обговорень в інтернеті. Одним із спірних моментів стало використання картини Марка Шагала «Над містом». Мотив картини проявляється на сторінках документа під впливом ультрафіолетового випромінювання, проте на ньому відсутня деталь жанрового сюжету — силует людини з голими сідницями. Пізніше картина була замінена на іншу, щоб уникнути порушень авторського права.
На думку деяких користувачів соціальних мереж, червоний колір паспорта візуально наближає до паспорта громадянина Російської Федерації. Також частина користувачів розкритикувала використання латинських написів і гімну Білоруської Народної Республіки на сторінках документа.